# Las hijas de Mohamed
Las hijas de Mohamed  es una película del año 2003.
Carmen, una ginecóloga barcelonesa que acaba de sufrir una separación con su pareja, se enfrenta a la cultura marroquí cuando el marido de Shahida, una de sus pacientes, se niega a reconocer a su hija recién nacida. A través de Amir, el atractivo hermano de la mujer repudiada, Carmen descubrirá las costumbres, la sensibilidad y la manera de ver el mundo de los marroquíes, a la vez que se implica en el problema y acoge a Shahida y a la niña en su casa. A partir de este momento, Carmen se comprometerá a ayudarla en su adaptación a la sociedad occidental y mediará para que pueda regresar junto a su marido. Paralelamente, también deberá asimilar la atracción imprevista que siente por Amir, quien le ofrece una sensibilidad, una comprensión y una riqueza emocional que no había encontrado en sus anteriores relaciones sentimentales.

## Premios
- Premio CIVIS ARD 2004